# George Wishart
George Wishart, född cirka 1513, död 1546; skotsk protestantisk reformator, bränd på bål för kätteri. Han var troligtvis den som omvände John Knox.